# Pactum fiduciae
Il pactum fiduciae (patto sulla fiducia) era una forma di pattuizione che, prima dell'ultima età repubblicana romana, veniva utilizzata per tutelare processualmente il deposito, il comodato e il pegno, prima che venissero creati questi istituti nel diritto romano, intorno al III secolo a.C.
Esso consisteva nel ricorso alla "fiducia", dove, una parte, il fiduciante, trasferiva all'altra, cioè il fiduciario, la proprietà di una cosa con mancipatio o in iure cessio, col patto che, al verificarsi delle condizioni pattuite, la stessa cosa sarebbe tornata nella proprietà del fiduciante.
Per le sue caratteristiche, il patto sulla fiducia non veniva classificato come contratto e tanto meno come contratto reale.
Infatti, seppur vi era il passaggio di proprietà, la consegna della cosa poteva mancare.
La fiducia venne parzialmente sostituita dal pegno e comodato nel I secolo a.C., per scomparire definitivamente nel III secolo d.C.

## Pactum fiduciae cum creditore
Questo pactum fiduciae era utilizzato quando si doveva porre a garanzia un credito del fiduciario e, per questo, l'estinzione del debito comportava il ritrasferimento al fiduciante della proprietà della cosa "fiduciae data".
I negozi con cui si poneva in essere la fiducia cum creditore sono, nell'esperienza giuridica romana, la mancipatio e l'in iure cessio.
La cosa data in fiducia veniva considerata come l'equivalente del debito non adempiuto, onde, restando insoddisfatto il credito alla scadenza, il creditore non era più tenuto alla restituzione: la proprietà fiduciaria si trasformava in proprietà pura e semplice. Ciò portò, ad introdurre nel pactum fiduciae una clausola, per cui, in caso di inadempimento, il creditore doveva vendere la cosa e soddisfarsi sul prezzo: ove così non rimanesse soddisfatto poteva chiedere il residuo al debitore, rimanendo nel contempo obbligato a restituire al fiduciante il superfluum.

## Pactum fiduciae cum amico
Questo pactum fiduciae, invece, veniva utilizzato per la custodia o per il prestito d'uso
Il fiduciario era tenuto, ma solo sul piano obbligatorio, a ritrasferire la cosa al fiduciante stesso od a risarcirlo dei danni sopportati.

## Possesso nelpactum fiduciae cum creditore
Il problema del pactum fiduciae, effettuato con mancipatio e in iure cessio, con gli immobili, era quella di non passare il possesso in automatico e, per questo, nella fiducia cum creditore, il fiduciante poteva trattenere il possesso.
Il riacquisto della proprietà, quindi, avveniva per effetto di usureceptio, una sorta di usucapione, che avveniva in ogni caso col decorso di un anno a prescindere da iusta causa.
Nel caso in cui il debito non fosse ancora estinto, il fiduciario poteva evitare l'effetto dell'usureceptio lasciando la cosa all'altra parte a titolo di locazione o precario.

## Ilpactum fiduciaenell'ordinamento italiano moderno
Il pactum fiduciae, altresì detto patto fiduciario, viene ancora utilizzato oggi, con alcune differenze rispetto al diritto romano, visto infatti come l'accordo con il quale un soggetto aliena un diritto per un scopo ulteriore che l'alienatario si obbliga a realizzare, attraverso la restituzione, il trasferimento ad altrui persona o l'uso determinato del bene.